# Arenigobius frenatus
 Arenigobius frenatus  es una especie de peces de la familia de los Gobiidae en el orden de los Perciformes.

## Morfología
Los machos pueden llegar a alcanzar los 11 cm de longitud total.

## Depredadores
Es depredado por Arripis truttaceus, Trachurus declives, Muraenichthys Breviceps, Platycephalus bassensis, Platycephalus laevigatus y AsymbolusVincenti.

## Hábitat
Es un pez de clima templado y demersal.

## Distribución geográfica
Se encuentra en el Pacífico occidental: el este y el sur de Australia. 

## Observaciones
Es inofensivo para los humanos. 